# Tsada
Tsada (griechisch Τσάδα) ist eine Landgemeinde im Bezirk Paphos im Westen der Republik Zypern. Bei der Volkszählung im Jahr 2021 hatte sie 1180 Einwohner.

## Lage und Umgebung

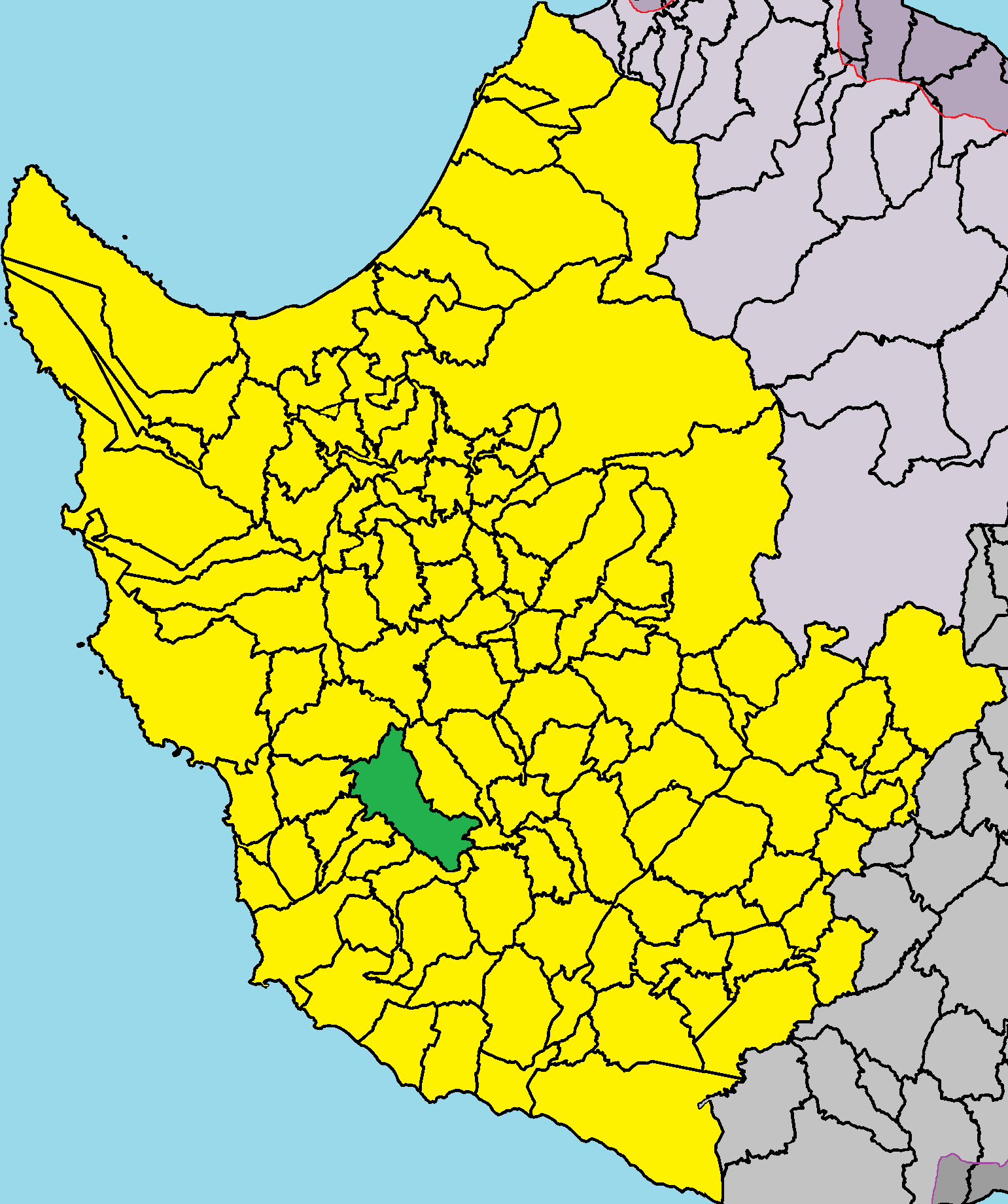
Lage im Bezirk Paphos

Tsada befindet sich im Westen der Mittelmeerinsel Zypern, 90 Kilometer westlich der Hauptstadt Nikosia und 8 Kilometer nördlich von Paphos. Es liegt auf einem Hügel ungefähr 600 Meter über dem Meeresspiegel. Die etwa 17 Quadratkilometer große Gemeinde grenzt im Norden an Kili, im Osten an Kallepia, im Südosten an Episkopi, im Süden an Armou und im Westen an Mesa Chorio, Mesogi, Tremithousa und Tala. Das Dorf kann über die Straßen B7 und E702 erreicht werden.
Die durchschnittliche jährliche Niederschlagsmenge beträgt etwa 610 Millimeter. Geologisch betrachtet wird das Gemeindegebiet von den Ablagerungen der Pachnas-Formation (wechselnde Schichten aus Kreiden, Mergeln und Sandsteinen) und den Ablagerungen der Lefkara-Formation (Kreiden, Mergel und Keratolithen) dominiert. Auf diesen Gesteinen entwickelten sich kalkhaltige Böden.

## Geschichte
David George Hogarth schreibt, dass im Bereich des Dorfes im 19. Jahrhundert nach Bodensenkungen alte Armengräber gefunden wurden. Tsada wird in mittelalterlichen Quellen nicht erwähnt, zumindest nicht mit seinem heutigen Namen. In diesem Gebiet vermerken mittelalterliche Karten eine Siedlung namens Coria (griechisch Κουρία). Zwischen Tsada und dem Kloster Agios Neophytos finden sich Spuren einer alten kleinen Siedlung, es ist jedoch nicht bekannt, zu welcher Siedlung sie gehörten.
Der Weinanbau bestand lange als Haupteinnahmequelle für die meisten Einwohner der Gemeinde. Neben den Weinbergen wurden in der Gegend auch Weizen, Johannisbrotbäume, Olivenbäume, Walnussbäume, einige Obstbäume (Orangen, Äpfel, Birnen) und etwas Gemüse und Linsen angebaut.

### Bevölkerungsentwicklung
Die folgende Tabelle zeigt die Bevölkerung des Dorfes, wie sie in den in Zypern durchgeführten Volkszählungen erfasst wurde.
| Jahr      | 1881 | 1891 | 1901 | 1911 | 1921 | 1931 | 1946 | 1960 | 1976 | 1982 | 1992 | 2001 | 2011 | 2021 |
| Einwohner | 383  | 438  | 536  | 650  | 712  | 742  | 953  | 907  | 878  | 815  | 672  | 684  | 1042 | 1180 |

## Persönlichkeiten
- Evagoras Pallikaridis (1938–1957), zyprischer Dichter und Widerstandskämpfer